# Rigueveda

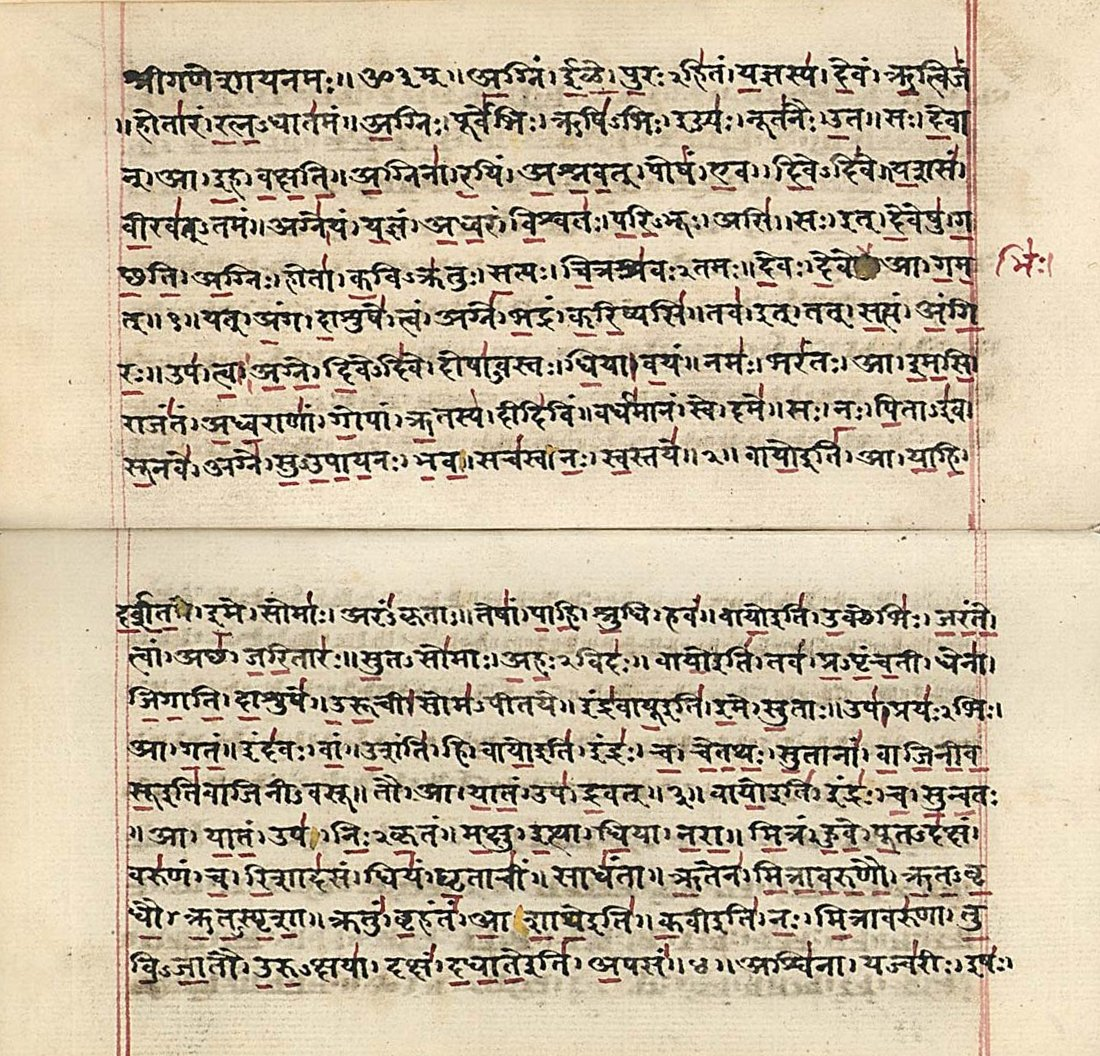
Rigueveda

Rigueveda ou Rigue Veda (em sânscrito: ऋग्वेद, transl. ṛgveda, de ṛc, 'louvor', 'brilho', e veda, 'conhecimento'), também chamado Livro dos Hinos, é uma antiga coleção indiana de hinos em sânscrito védico o Primeiro Veda e é o mais importante veda, pois todos os outros derivaram dele. Rigueveda é o Veda mais antigo e, ao mesmo tempo, o documento mais antigo da literatura hindu, composto de hinos, rituais e oferendas às divindades. Possui 1.028 hinos, sendo que a maioria se refere a oferendas de sacrifícios, algumas sem relação com o culto. Independentemente do valor interno, o Primeiro Veda é valiosíssimo pela antiguidade.
Passagens geográficas e etnológicas no Rigueveda são uma evidência de que a obra foi escrita em Punjabe (Sapta Sindhu), por volta de 1 700–1 100 a.C., durante o período védico, o que o torna um dos mais antigos textos escritos em qualquer das línguas indo-europeias e um dos textos religiosos mais antigos do mundo.

## Texto
O Rigueveda consiste de 1.028 hinos (ou 1.017, sem contar os hinos apócrifos valakhīlya 8.49–8.59) compostos em sânscrito védico, muitos dos quais são destinados a vários rituais de sacrifício. Essa longa coleção de hinos curtos é dedicada principalmente a louvar aos deuses. É organizada em 10 livros, conhecidos como Mandalas. Cada mandala é constituído de hinos, chamados de sūkta, que são compostos por versos individuais chamados ṛc (plural: ṛcas). Os Mandalas não têm tamanho e idade iguais: os "livros familiares", mandalas 2-7, são considerados a parte mais antiga e são os livros mais curtos, arrumados por tamanho, contando 38% do texto. RV 8 e RV 9, igualmente formados de hinos de diferentes idades, contam 15% e 9%, respectivamente. Finalmente, RV 1 e RV 10 são os mais recentes e longos livros, contando 37% do texto.
As mais antigas passagens do Rigueveda referem-se aos três deuses védicos (Indra, Mitra e Varuna) e recordam a luta épica dos arianos védicos com os habitantes originais, chamados de "Dasya" ou "Dasyu". Hinos védicos impõem tabus nas tribos védicas de venturar para o sul à terra dos dasyas e tem diferenças contraditórias aos "Krishna-yoni-dasyas". Literatura gangética tardia que consiste nos Puranas também descreve uma guerra entre o deus védico Indra e o deus local Krishna.

### Preservação
O Rigueveda é preservado por dois principais shakhas ("troncos", escolas), Śākala e Bāṣkala. Considerando sua longa idade, o texto está espetacularmente bem preservado e não-corrompido, com as duas revisões praticamente idênticas, então edições escolares podem ser feitas sem aparato crítico. Associado ao Śākala está o Aitareia-Brâmana. O Bāṣkala inclui o Khilani e tem o Causitaqui-Brâmana associado a ele.
Esta compilação incluía a arrumação em livros e também mudanças ortoépicas, como a regularização do sândi (chamado por Oldenberg de orthoepische Diaskeuase). Teve lugar séculos após a composição dos hinos mais antigos, quase co-eval à redação dos outros Vedas.
Do tempo de sua redação, o texto tem sido dividido em duas versões: O Samitapata tem todas as regras sânscritas de sândi aplicadas e é o texto usado para recitação. O Padapatha tem cada palavra isolada na sua forma sozinha e é usado para memorização.

### Organização
O esquema de numeração mais comum é por livro, hino e verso (e pada (pé) a, b, c ..., se requerido). Ex. O primeiro pada é *1.1.1a agním īḷe puróhitaṃ "A Agni eu louvo, o sumo-sacerdote"
e o pada final é
- 10.191.4d yáthā vaḥ súsahā́sati "para que tenhais boa companhia"

Hermann Grassmann numerou os hinos de 1 até 1028, colocando o valakhilya no final. Os 1028 hinos inteiros do Rigueveda, na edição de 1877 do Aufrecht, contêm um total de 10.552 verses, ou 39.831 padas. O Xatapata Brâmana dá o número de sílabas como 432.000, enquanto o texto métrico de van Nooten e Holland (1994) tem um total de 395,563 sílabas (ou uma média de 9,93 sílabas por pada); contar o número de sílabas não é tão fácil, por causa do sândi. A maioria dos versos são jagati (padas de 12 sílabas), trishtubh (padas de 11 sílabas), viraj (padas de 10 sílabas) ou gayatri ou anushtubh (padas de 8 sílabas).

### Conteúdo
Veja também: Deidades rigvédicas
Os deuses chefes do Rigueveda são Agni, o fogo sacrificial, Indra, um deus heroico que é louvado por ter matado seu inimigo Vrtra, e Soma, a poção sagrada, ou a planta da qual é feita. Outros deuses proeminentes são Mitra (amigo ou aliado), Varuna (vento) e Ushas (o amanhecer) e os Asvins. Também invocados são Savitar, Vixenu, Rudra, Puxa, Brihaspati, Bramanaspati, Diaus Pita (o céu), Prithivi (a terra), Surya (o sol), Vayu (o vento), Apas (as águas), Parjanya (a chuva), Vac (o mundo), os Maruts, os Aditias, os Rbhus, os Vishvadevas (os todos-deuses), muitos rios (notavelmente Sapta Sindhu, e o Rio Sarasvati), como também vários outros deuses menores, pessoas, conceitos, fenômenos e itens. Também contém referências fragmentárias a possíveis eventos históricos, notavelmente a luta entre o antigo povo védico (conhecido como arianos védicos, um subgrupo dos Indo-Arianos) e seus inimigos, os Dasa.

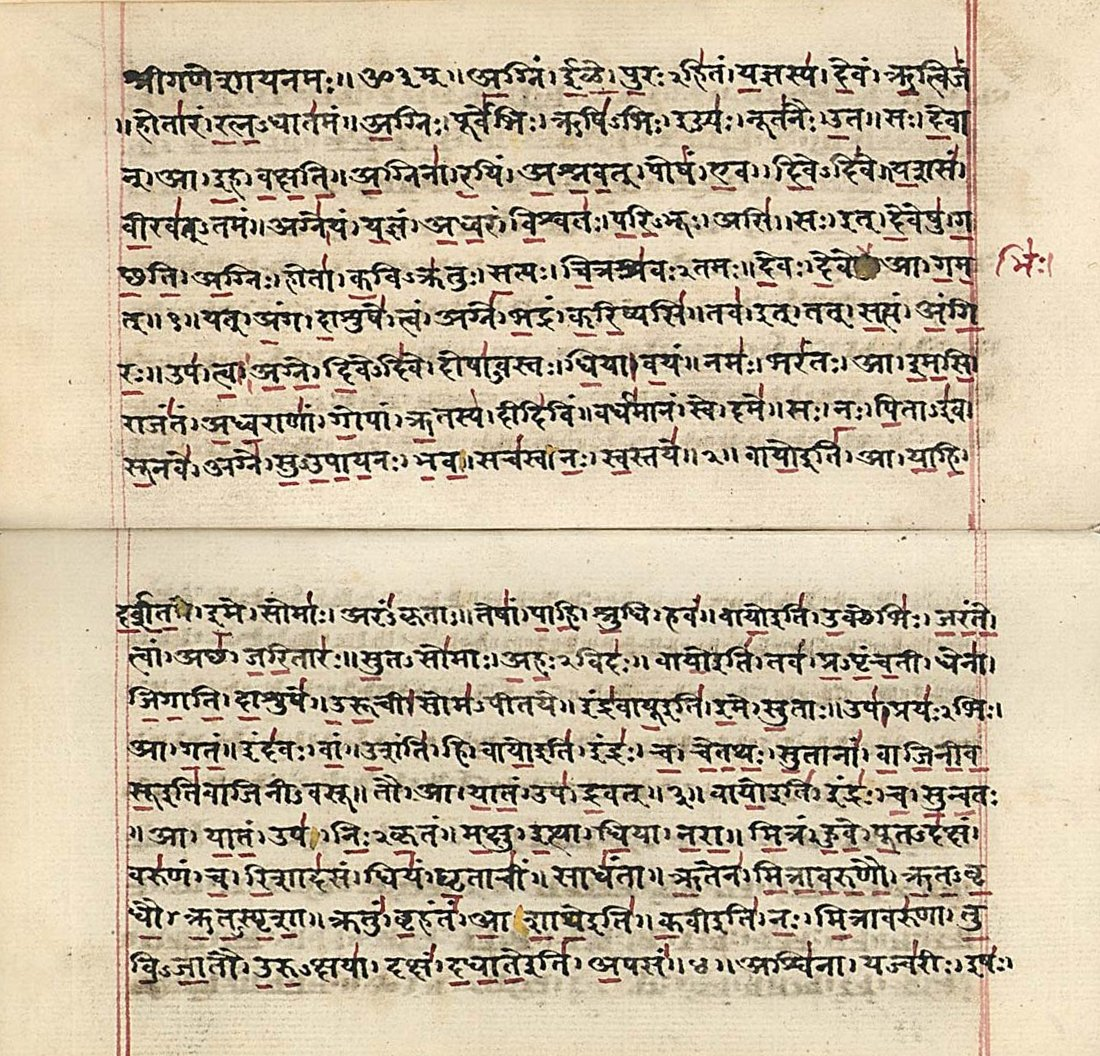
Manuscrito do Rigueveda em Devanagari, século XIX

- Mandala 1 engloba 191 hinos. O hino 1.1 é dirigido ao Agni, e seu nome é a primeira palavra do Rigueveda. Os hinos restantes dirigem-se principalmente ao Agni e ao Indra. Os hinos 1.154 a 1.156 se dirigem ao Víxenu.
- Mandala 2 engloba 43 hinos, principalmente ao Agni e ao Indra. É principalmente atribuído ao Rishi gṛtsamda śaunohotra.
- Mandala 3 engloba 62 hinos, principalmente ao Agni e ao Indra. o verso 3.62.10 tem grande importância no Hinduísmo como o Gayatri Mantra. A maioria dos hinos neste livro é atribuída ao viśvāmitra gāthinaḥ.
- Mandala 4 consiste em 58 hinos, principalmente para o Agni e o Indra. A maioria dos hinos deste livro é atribuída a vāmadeva gautama.
- Mandala 5 engloba 87 hinos, principalmente ao Agni e ao Indra, os Visvadevas (deuses do mundo), os Maruts, a deidade-gêmea Mitra-Varuna e os Asvins. Dois hinos cada são dedicados aos Ushas (o amanhecer) e ao Savitar. A maioria dos hinos neste livro é atribuída à família atri.
- Mandala 6 engloba 75 hinos, principalmente ao Agni e ao Indra. A maioria dos hinos neste livro é atribuída à família bārhaspatya de Angirasas.
- Mandala 7 engloba 104 hinos, ao Agni, Indra, os Visvadevas, os Maruts, Mitra-Varuna, os Asvins, Ushas, Indra-Varuna, Varuna, Vayu (o vento), dois cada a Sarasvati (antigo rio/deusa do aprender) e Víxenu, e a outros. A maioria dos hinos neste livro é atribuída a vasiṣṭha maitravaurṇi.
- Mandala 8 engloba 103 hinos a deuses diferentes. Os hinos 8.49 a 8.59 são os valakhīlya apócrifos. A maioria dos hinos neste livro é atribuída à família kāṇva.
- Mandala 9 engloba 114 hinos, inteiramente dedicados ao Soma Pavamana, a planta da poção sagrada da religião védica.
- Mandala 10 engloba 191 hinos, ao Agni e outros deuses. Contém o Nadistuti sukta que louva rios e é importante para a reconstrução da geografia da civilização védica e o Purusha sukta que tem significado na tradição hindu. Também contém o Nasadiya sukta (10.129), provavelmente os mais celebrados hinos no oeste, que lidam com a criação.

### Rishis
Cada hino do Rigueveda é tradicionalmente atribuído a um rishi específico, e os "livros familiares" (2-7) são ditos de terem sido escritos por uma família de rishis cada. As famílias principais, listadas por número de versos atribuídos a eles são:
- Angirasas: 3619 (especialmente Mandala 6)
- Kanvas: 1315 (especialmente Mandala 8)
- Vasishthas: 1267 (Mandala 7)
- Vaishvamitras: 983 (Mandala 3)
- Atris: 885 (Mandala 5)
- Bhrgus: 473
- Kashyapas: 415 (parte do Mandala 9)
- Grtsamadas: 401 (Mandala 2)
- Agastyas: 316
- Bharatas: 170

### Traduções
O Rigueveda foi traduzido ao inglês por Horace Hayman Wilson, em 1850-88 e por Ralph T.H. Griffith em 1896. Traduções parciais ao inglês por Maurice Bloomfield e William Dwight Whitney existem. A tradução de Griffith é boa, considerando a sua idade, mas não substitui a tradução de Geldner de 1951 (em alemão), a única tradução escolar independente até agora. As traduções posteriores por Elizarenkova dependem muito de Geldner, mas a tradução de Elizarenkova (em russo) tem valor levando em conta literatura escolar até 1990. Há uma versão completa em português (veja abaixo em Ligações Externas). Traduzir o Rigueveda é uma tarefa extremamente difícil, pela existência de diversos níveis diferentes de interpretação dessa obra.

## Tradição hindu
De acordo com a tradição indiana, os hinos rigvédicos foram colecionados por Paila na orientação de Vyasa, que formou o Rigueveda Samita como conhecemos. De acordo com o Xatapata Brâmana, o número de sílabas do Rigueveda é 432.000, que é igual ao número de muhurtas (1 dia = 30 muhurtas) em quarenta anos. Essa afirmação acentua a filosofia subjacente dos livros védicos de que existe uma ligação (bandu) entre o astronômico, o fisiológico, e o espiritual.
Os autores da literatura Brâmana descreveram e interpretaram o ritual rigvédico. Yaska foi um comentarista do Rigueveda. No século XIV, Sāyana escreveu um comentário exaustivo sobre isso. Outros Bhāṣyas (comentários) que têm sido preservados até os tempos presentes são aqueles por Mādhava, Skaṃdasvāmin e Veṃkatamādhava.

## Datação e reconstrução histórica

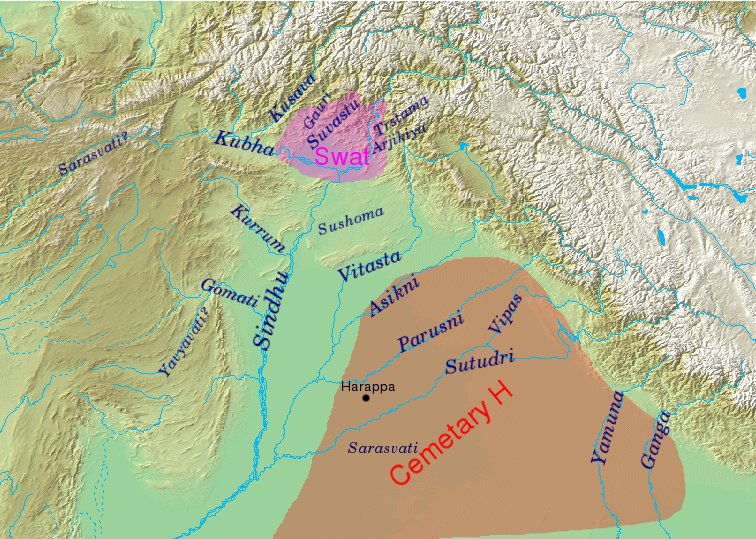
Geografia do Rigueveda, com nomes de rios; a extensão das culturas Swat e Cemetery H também é indicada.

O Rigueveda é de longe mais arcaico que qualquer outro texto indo-ariano. Por essa razão, foi o centro de atenção da sabedoria ocidental dos tempos de Max Müller. O Rigueveda registra um estágio prematuro da religião védica, ainda bem ligado à religião pré-zoroastriana persa. Acha-se que o Zoroastrianismo e o Hinduísmo védico evoluíram de uma cultura religiosa comum indo-iraniana mais antiga.
Aceita-se que o núcleo do Rigueveda' date da Idade do Bronze, fazendo dele o único exemplo de literatura da Idade do Bronze com uma tradição irrompida. Sua composição é geralmente datada entre 1 700–1 100 a.C.. O texto nos séculos seguintes teve revisões de pronúncia e padronização (samitapata, padapata). Essa redação pode ter sido completada por volta do século VII a.C..
A escrita aparece na Índia no século V a.C. na forma da escrita brami, mas textos do tamanho do Rigueveda não foram escritos até a Baixa Idade Média, nas escritas Gupta ou Siddham, e, enquanto manuscritos eram usados para ensinar nos tempos medievais, tiveram um papel mínimo na preservação do conhecimento, por causa de sua natureza efêmera (manuscritos indianos eram escritos em cascas ou folhas e decompunham rapidamente no clima tropical) até o advento da imprensa na Índia britânica. Os hinos foram então preservados pela tradição oral por até um milênio, desde a época da sua composição até a redação do Rigueveda. O livro inteiro foi preservado em shakhas por mais 2.500 anos, desde a época da sua redação até a editio princeps, por Müller, um feito de memorização coletiva inigualado em qualquer outra sociedade conhecida.
A literatura purânica nomeia Vidagdha como o autor do texto Pada. Outros estudantes argumentam que o Sthavira Sak do Aitareya Aranyaka é o padakara do RV. Após sua composição, os textos foram preservados e codificados por um vasto corpo de sacerdócio védico como a filosofia central da civilização védica da Idade do Ferro.
O Rigueveda descreve uma cultura móvel, nomádica, com carroças movidas a cavalo e armas de metal (bronze). De acordo com alguns estudantes, a geografia descrita é consistente com aquela de Punjabe (Gandara): Rios fluem de norte a sul, as montanhas são relativamente remotas mas ainda alcançáveis (Soma é uma planta encontrada nas montanhas, e tem de ser comprada, importada por mercantes). Contudo, os hinos foram certamente compostos em um longo período, com os mais antigos elementos possivelmente alcançando os tempos indo-iranianos, ou o segundo milênio a.C. Existe algum debate sobre se ostentações da destruição de fortes de pedra por arianos védicos e particularmente por Indra referem-se a cidades da civilização do Vale do Indo ou se eles se reportam a embates entre os primitivos Indo-Arianos e a cultura BMAC ("Bactria-Margiana Archaeological Complex" - Complexo Arqueológico Bactria-Margiana) ocorrida séculos mais tarde, no que é agora o norte do Afeganistão e o sul do Turcomenistão (separado do alto Indo pela cadeia montanhosa Indocuche, e uns 400 km de distância). De qualquer jeito, enquanto é muito provável que o corpo do Rigueveda tenha sido composto em Punjabe, mesmo se baseado em tradições poéticas, não existe menção de tigres ou de arroz no Rigueveda (em oposição aos Vedas posteriores), sugerindo que a cultura védica somente penetrou nos planos da Índia após ser completado. Similarmente, assume-se que não existe menção de ferro. A Idade do Ferro no norte da Índia começa no século XII a.C. com a cultura Black and Red Ware (BRW). Este é um prazo amplamente aceito para a codificação inicial do Rigueveda (a arrumação dos hinos individuais em livros, e a correção do samitapata (aplicando sândi) e o padapata (dissolvendo o sândi) em textos métricos mais antigos), e a composição dos Vedas mais recentes. Esse tempo provavelmente coincide com o reino Kuru, mudando o centro da cultura védica de Punjabe para o que é agora Utar Pradexe.
Alguns dos nomes de deuses e deusas encontrados no Rigueveda também se acham em outros sistemas de crença baseados na Religião Proto-Indo-Européia como: Diaus-Pita é aparentado com o Zeus grego, o Júpiter latino (de deus-pai), e o germânico Tyr; Mitra é aparentado com o Mitra persa; Ushas com a Eos grega e a Aurora latina; e, com menos certeza, Varuna com o Urano grego. Finalmente, Agni é associado com o ignis latino e com o ogon russo, ambos significando "fogo".
Alguns escritores encontraram referências astronômicas no Rigueveda datando até a 4 000 a.C., uma data bem no meio do Neolítico indiano. As reivindicações de tal evidência permanecem controversas.
Kazanas (2000) numa polêmica contra a "Teoria da Invasão Ariana" sugere uma data tão cedo como 3 100 a.C., baseado numa identificação do Rio Sarasvati dos primitivos Riguevedas como sendo o rio Gagar e em argumentos glotocronológicos. Sendo uma polêmica contra a corrente estudiosa predominante, ela está diametricamente em oposição  aos pontos de vista da linguística histórica predominante, e dá suporte à controversa Teoria de Fora da Índia, que assume uma data tão antiga quanto 3 000 a.C. a para era do próprio Proto-Indo-Europeu tardio.

### Flora e fauna noRigueveda
O cavalo (Asva) e o gado desempenham um importante papel no Rigueveda. Há também referências ao elefante (Hastin, Varana), ao camelo (Ustra, especialmente em Mandala 8), ao búfalo (Mahisa), ao leão (Simha) e ao Gaur (tipo de bisão indiano) no Rigueveda. O pavão (Mayura) e o Chakravaka (Anas casarca) são aves mencionadas no Rigueveda.

## Pontos de vista indianos mais recentes
A percepção hindu do Rigueveda transferiu-se do conteúdo ritualístico original para uma interpretação mais simbólica ou mística. Instâncias de sacrifício de animais, por exemplo, não são vistas literalmente como matanças, mas como processos transcendentes. O ponto de vista rigvédico é visto como considerando o universo sendo infinito em tamanho, dividindo o conhecimento em duas categorias: inferior (relacionado aos objetos, envolvidos por paradoxos) e superior (relacionado ao sujeito que percebe, livre de paradoxos). Swami Dayananda, que criou a Arya Samaj e Sri Aurobindo enfatizaram uma interpretação espiritual (adhyatímica) do livro.
O rio Sarasvati, louvado no RV 7.95 como o maior rio fluindo da montanha ao mar é às vezes identificado como o rio Gagar, que se tornou seco talvez antes de 2 600 a.C. ou certamente antes de 1 900 a.C.. Outros argumentam que o Sarasvati foi originalmente o rio Helmand no Afeganistão. Essas questões relacionam-se ao debate entre a Migração Indo-Ariana (denominado "Teoria da Invasão Ariana") e a reivindicação de que a cultura védica junto ao Sânscrito védico se originaram na Civilização do Vale do Indo, um tópico de grande significado no Nacionalismo Hindu, sendo conduzido, por exemplo, por Amal Kiran e Shrikant G. Talageri. Subhash Kak afirmou que há um código astronômico na organização dos hinos. Bal Gangadhar Tilak, também baseado em alinhamentos astronômicos, reivindicou em seu "The Orion" - O Órion - (1893) a presença da cultura rigvédica na Índia no IV milênio a.C. e, em seu "Arctic Home in the Vedas" -Lar Ártico nos Vedas - (1903), chegou a argumentar que os arianos teriam se originado perto do polo norte e descido em direção ao sul durante a Idade do Gelo.

## Edições originais
- Friedrich Max Müller, The Hymns of the Rigveda, with Sayana's commentary (Os Hinos do Rigueveda, com  o comentário de Sayana) , Londres, 1849-75, 6 vols., 2a. ed. 4 vols., Oxford, 1890-92.
- Theodor Aufrecht, 2a. ed., Bonn, 1877.
- V. K. Rajawade et. al., Rigveda-samhita with the commentary of Sayanacarya (Rigueveda-Samita com o comentário de Saianacaria), Pune, 1933-46, 5 vols. Reimpressão 1983.
- B. van Nooten und G. Holland, Rig Veda, a metrically restored text (Rigueveda, um texto restaurado metricamente),  Department of Sanskrit and Indian Studies (Departamen to de Estudos Sânscritos e Indianos), Harvard University (Universidade de Harvard), Harvard University Press, Cambridge, Massachusetts e Londres, Inglaterra, 1994.

## Edições traduzidas
- Latim: F. Rosen, Rigvedae specimen, Londres, 1830
- Francês: A. Langlois, Paris 1948-51  ISBN 2-7200-1029-4
- Inglês: Wilson, H. H. Ṛig-Veda-Sanhitā: A Collection of Ancient Hindu Hymns. 6 vols. (Londres, 1850–88); reprint: Cosmo Publications (1977)
- Inglês: Ralph T.H. Griffith, Hymns of the Rig Veda (Hinos do Rigueveda) (1896)
- Alemão: Karl Friedrich Geldner, Der Rig-Veda: Aus dem Sanskrit ins Deutsche übersetzt Harvard Oriental Studies, vols. 33, 34, 35 (1951), reimpresso pela Harvard University Press (2003) ISBN 0-674-01226-7
- Russo: Tatyana Ya. Elizarenkova, Nauka, Moscou 1989-1999.